# Велика стіна (фільм)
«Велика стіна» (англ. The Great Wall) — американсько-китайське епічне фентезі режисера Чжана Їмоу, що вийшло 2016 року. У головних ролях Метт Деймон, Педро Паскаль, Енді Лау.
Вперше фільм продемонстрували 16 грудня 2016 року у Китаї, а в Україні у широкому кінопрокаті початок показу фільму запланований на 2 лютого 2017 року.

## Сюжет
Середньовічний Китай часів правління Династії Сун. Двоє солдатів-європейців потрапляють у містичний вир подій навколо будівництва Великого китайського муру.

## У ролях
| Актор         | Персонаж     | Роль                                                |
| ------------- | ------------ | --------------------------------------------------- |
| Метт Деймон   | Вільям Гарін | англійський солдат                                  |
| Цін Тянь      | Лінь Мей     | командор                                            |
| Педро Паскаль | Перо Товар   | іспанський солдат                                   |
| Віллем Дефо   | Баллард      | європейський авантюрист, який став учителем у Китаї |
| Енді Лау      | Ванг         | військовий радник                                   |
| Лу Хань       | Пен Юн       | солдат                                              |
| Ван Цзюнькай  | Чжао Чжень   | імператор                                           |

## Створення фільму

### Знімальна група
- Кінорежисер — Чжан Їмоу
- Сценаристи — Карло Бернард, Даг Міро, Тоні Гілрой
- Кінопродюсери — Джон Джашні, Пітер Лоер, Чарльз Ровен, Томас Тулл
- Виконавчі продюсери — Алекс Гартнер, Ла Рейканг, Джилліан Шер, Е. Беннет Волш, Чжао Чжан
- Композитор — Рамін Джаваді
- Кінооператор — Стюарт Драйберг
- Кіномонтаж — Мері Джо Маркі, Крейг Вуд
- Підбір акторів — Джон Папсідера, Вікторія Томас,
- Художник-постановник — Джон Мір
- Артдиректори — Джо Челлі, Шеррі Деі, Пол Джелінас, Колін Гібсон, Гелен Джарвіс
- Художник по костюмах — Мейєс С. Рубео[8].

### Виробництво
У березні 2014 року «The Hollywood Reporter» повідомив, що режисером фільму стане Чжан Їмоу, що замінив Едварда Цвіка, а сам сценарій буде переписано, хоча загальна ідея залишиться незмінною, а в листопаді 2014 року виконавчий директор компанії «Legendary East» Пітер Лоєр на Американсько-китайському саміті кіно у Лос-Анджелесі повідомив про затвердження англійської мовою фільму, і це робить фільм «Велика стіна» першою англомовною стрічкою Чжана Їмоу.
Знімання фільму розпочалося 30 березня 2015 року.

## Сприйняття

### Оцінки і критика
Від кінокритиків фільм отримав змішано-погані відгуки: Rotten Tomatoes дав оцінку 36 % на основі 143 відгуків від критиків (середня оцінка 4,8/10). Загалом на сайті фільм має погані оцінки, фільму зарахований «гнилий помідор» від фахівців, Metacritic — 42/100 на основі 38 відгуків критиків. Загалом на цьому ресурсі від фахівців фільм отримав змішані відгуки.
Від пересічних глядачів фільм отримав змішано-погані відгуки: на Rotten Tomatoes 50 % зі середньою оцінкою 3,2/5 (12 989 голосів), фільму зарахований «розсипаний попкорн», на Metacritic — 5,1/10 на основі 15 голосів, Internet Movie Database — 6,3/10 (14 007 голосів).
Юлія Ліпенцева з телеканалу «24» оцінила фільм, написавши наступне: «фільм „Велика стіна“ краще дивитись у кінотеатрі, бо найсильніша його сторона — візуальна. Це не найкраща робота ні Чжана Їмоу, ні Мета Деймона, але для одноразового перегляду — непоганий вибір».

### Касові збори
Під час показу в Україні, що розпочався 2 лютого 2017 року, протягом першого тижня на фільм було продано 175 767 квитків, фільм був показаний у 306 кінотеатрах і зібрав 15 031 930 ₴, або ж 555 740 $, що на той час дозволило йому зайняти 1 місце серед усіх прем'єр.
Під час показу у США, що розпочався 17 лютого 2016 року, протягом першого тижня фільм був показаний у 3 326 кінотеатрах і зібрав 18 469 620 $, що на той час дозволило йому зайняти 3 місце серед усіх прем'єр. Станом на 21 лютого 2017 року показ фільму триває 5 днів (0,7 тижня), зібравши за цей час у прокаті у США 23 407 570 доларів США, а у решті світу 245 700 000 $ (за іншими даними 244 590 873 $), тобто загалом 269 107 570	 доларів США (за іншими даними 267 998 443 $) при бюджеті 150 млн доларів США (раніше повідомлялося про 135 — 160 млн $).

### Виноски
1. ↑  The Great Wall (англ.). British Board of Film Classification. Архів оригіналу за 16 січня 2017. Процитовано 14 січня 2017.
2. 1 2  The Great Wall: Release Info (англ.). Internet Movie Database. Архів оригіналу за 14 серпня 2016. Процитовано 5 серпня 2016.
3. 1 2  Великий стіна. Kino-teatr.ua. Архів оригіналу за 25 листопада 2016. Процитовано 20 грудня 2016.
4. 1 2  Patrick Brzeski (15 грудня 2016). 'The Great Wall': Why the Stakes Are Sky-High for Matt Damon's $150M China Epic (англ.). The Hollywood Reporter. Архів оригіналу за 4 січня 2017. Процитовано 5 січня 2017.
5. 1 2 3 4  The Great Wall (англ.). Box Office Mojo. Архів оригіналу за 19 січня 2017. Процитовано 23 лютого 2017.
6. 1 2 3 4  The Great Wall (2016) (англ.). The Numbers. Архів оригіналу за 5 лютого 2017. Процитовано 23 лютого 2017.
7. ↑  Офіційна прокатна назва в Україні, позиція 13 (Список фільмів, на які видано державні посвідчення на право розповсюдження та демонстрування фільмів у 2017 році станом на 1.09.2017 (webcache). Державне агентство України з питань кіно. Процитовано 6 вересня 2017.{{cite web}}:  Обслуговування CS1: Сторінки з параметром url-status, але без параметра archive-url (посилання))
8. ↑  The Great Wall: Full Cast & Crew (англ.). Internet Movie Database. Архів оригіналу за 19 грудня 2016. Процитовано 5 серпня 2016.
9. ↑  Borys Kit (18 березня 2014). Zhang Yimou in Talks to Direct Legendary's 'Great Wall' (Exclusive) (англ.). The Hollywood Reporter. Архів оригіналу за 8 листопада 2016. Процитовано 7 листопада 2016.
10. 1 2  Patrick Frater (6 листопада 2014). Legendary Confirms Budget Hike and Language for Zhang Yimou’s ‘Great Wall’ (англ.). Variety. Архів оригіналу за 1 серпня 2016. Процитовано 5 серпня 2016.
11. ↑  SSN Insider Staff (6 квітня 2015). On the Set for 4/6/15: ‘Captain America: Civil War’ & ‘The Huntsman’ Start Shooting, Ryan Coogler Wraps ‘Rocky’ Sequel ‘Creed’ (англ.). SSN Insider. Архів оригіналу за 8 квітня 2015. Процитовано 24 січня 2017.
12. 1 2  The Great Wall (англ.). Rotten Tomatoes. Архів оригіналу за 18 лютого 2017. Процитовано 18 лютого 2017.
13. 1 2  The Great Wall (англ.). Metacritic. Архів оригіналу за 16 лютого 2017. Процитовано 18 лютого 2017.
14. ↑  The Great Wall (англ.). Internet Movie Database. Архів оригіналу за 18 лютого 2017. Процитовано 18 лютого 2017.
15. ↑  Юлія Ліпенцева (8 лютого 2017). "Велика стіна": як Мет Деймон з китайцями прибульців нищив. «24». Архів оригіналу за 9 лютого 2017. Процитовано 9 лютого 2017.
16. ↑  Олексій Першко (7 лютого 2017). Бокс-Офіс 5 (2017): Бої без правил. Kino-teatr.ua. Архів оригіналу за 11 лютого 2017. Процитовано 9 лютого 2017.
17. ↑  The Great Wall — Ukraine Weekend Box Office (англ.). Box Office Mojo. Архів оригіналу за 11 лютого 2017. Процитовано 9 лютого 2017.
18. ↑  Patrick Brzeski (14 травня 2016). Wanda's Legendary Lost $500 Million in 2015, Chinese Filing Reveals (англ.). The Hollywood Reporter. Архів оригіналу за 10 листопада 2017. Процитовано 5 серпня 2016.